# Bambrugge
Bambrugge ist eine Teilgemeinde von Erpe-Mere an der Molenbeek in der Denderstreek in der Region Flandern. Sie liegt im Südosten der Provinz Ostflandern und gehört zum Arrondissement Aalst. Die Teilgemeinde wird begrenzt von den Teilgemeinden Vlekkem, Ottergem, Mere, Aaigem und Burst und den Gemeindegebieten von Sint-Lievens-Houtem (Teilgemeinde Zonnegem). Bambrugge hat 1575 Einwohner (1. Januar 2003) und eine Fläche von 2,89 km². Die Bevölkerungsdichte ist 545 Einw./km². In Bambrugge gibt es einen Weiler namens Egem.

## Geschichte
Bambrugge gehörte bis 1803 zum Dorf Burst. Nach einer Volkszählung im Jahre 1893 hatte das Dorf 872 Einwohner. Bambrugge wurde mehrmals im Mittelalter erwähnt. Der Name stammt wahrscheinlich von dem sogenannten banmolens (banmolen = Mühlenzwang). In diesen Mühlen waren Leibeigene verpflichtet, ihr Getreide zu mahlen. Eine andere Möglichkeit ist, dass der Name von dem Wort „baan“ (Bahn = Straße) oder von  Banbrugge (Brücke von Banno) abgeleitet ist.

## Sehenswürdigkeiten
- Die Egemmolen oder Meuleken Tik Tak ist eine oberschlächtige Wassermühle und steht in Everdal 21. Es war eine Kornmühle. Das Wasserrad wurde entfernt. Die Mühle wurde größtenteils zerstört, aber es gibt immer noch Überbleibsel von dieser Mühle und das Müllerhaus (Haus vom Müller) ist noch intakt. Die Mühle ist kein Rijksmonument (Denkmalschutz).
- Die Mühle (Mole) Van Sande oder Kasteelmolen oder Celindermolen ist eine oberschlächtige Wassermühle und steht in Prinsdaal 33. Früher war es eine Kornmühle, dann ein Mühlenzwang. Später war es eine Kornmühle. Das Wasserrad wurde entfernt und die Mühle ist jetzt eine industrielle Mahlmühle. Sie steht nicht unter Denkmalschutz.
- In Bambrugge steht die Sint-Martinuskirche. Bambrugge gehört zum Dekanat von Lede.
- Dort stehen 2012 noch immer sechs Kapellen und eine Höhle in einem guten Zustand. Früher gab es mindestens acht Kapellen. Zwei Kapellen, die in der Vergangenheit nicht im Besitz der Kirche waren, sind abgerissen worden, um Platz für ein Haus zu schaffen.
- Die alte Kirchenglocke ist erhalten geblieben und befindet sich im Presbyterium von Bambrugge.
- Das ehemalige Leichenhaus von Bambrugge wurde im Jahr 2012 restauriert.

Bambruggedorp, Dries, Egemstraat, Katstraat, Kwalestraat und Landsheerstraat sind die Namen von Straßen. Der Name der Straße, in der die Bambrugger Kirche steht, wird Bambruggedorp genannt. In Flandern ist es üblich, dass diejenigen  Straße, in denen Kirchen stehen, auf „dorp“ enden. In Erpe-Mere gibt es acht Straßen, die nach den acht Teilgemeinden benannt sind: Aaigemdorp, Bambruggedorp, Burstdorp, Erondegemdorp, Erpedorp, Meredorp, Ottergemdorp und Vlekkemdorp.

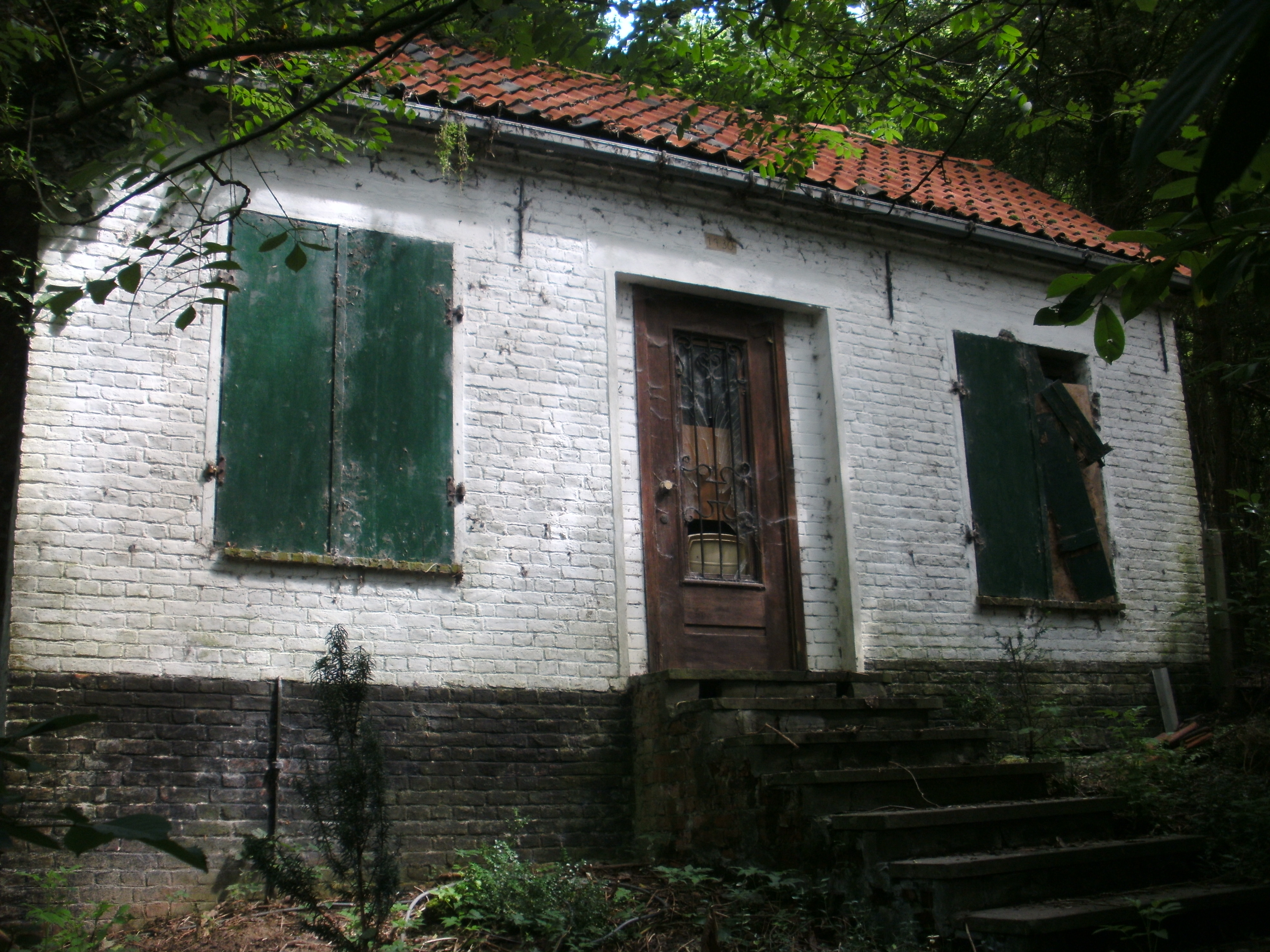
Müllerhaus von den Egemmolen in Bambrugge
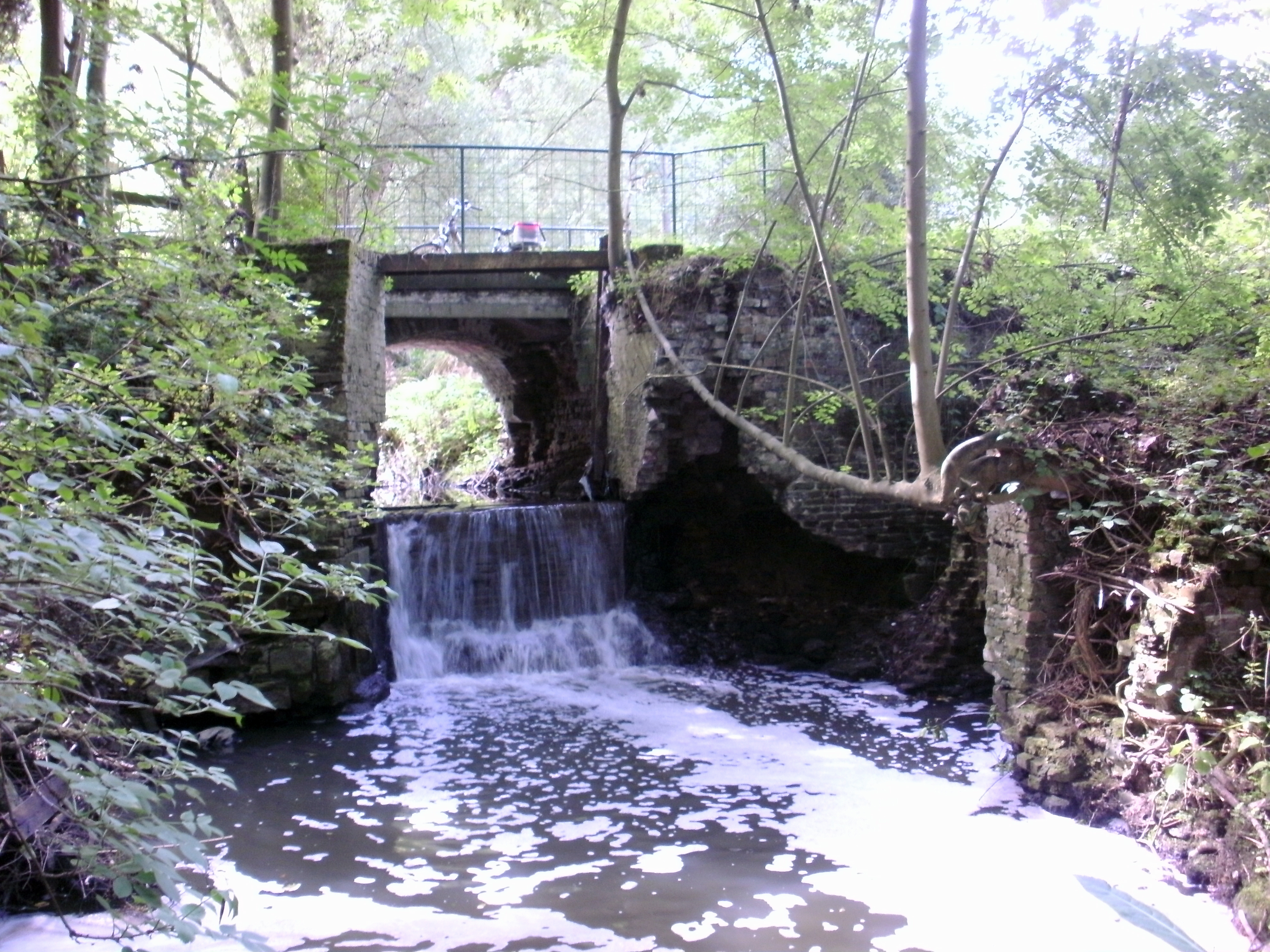
Überbleibsel der Egemmolen in Bambrugge
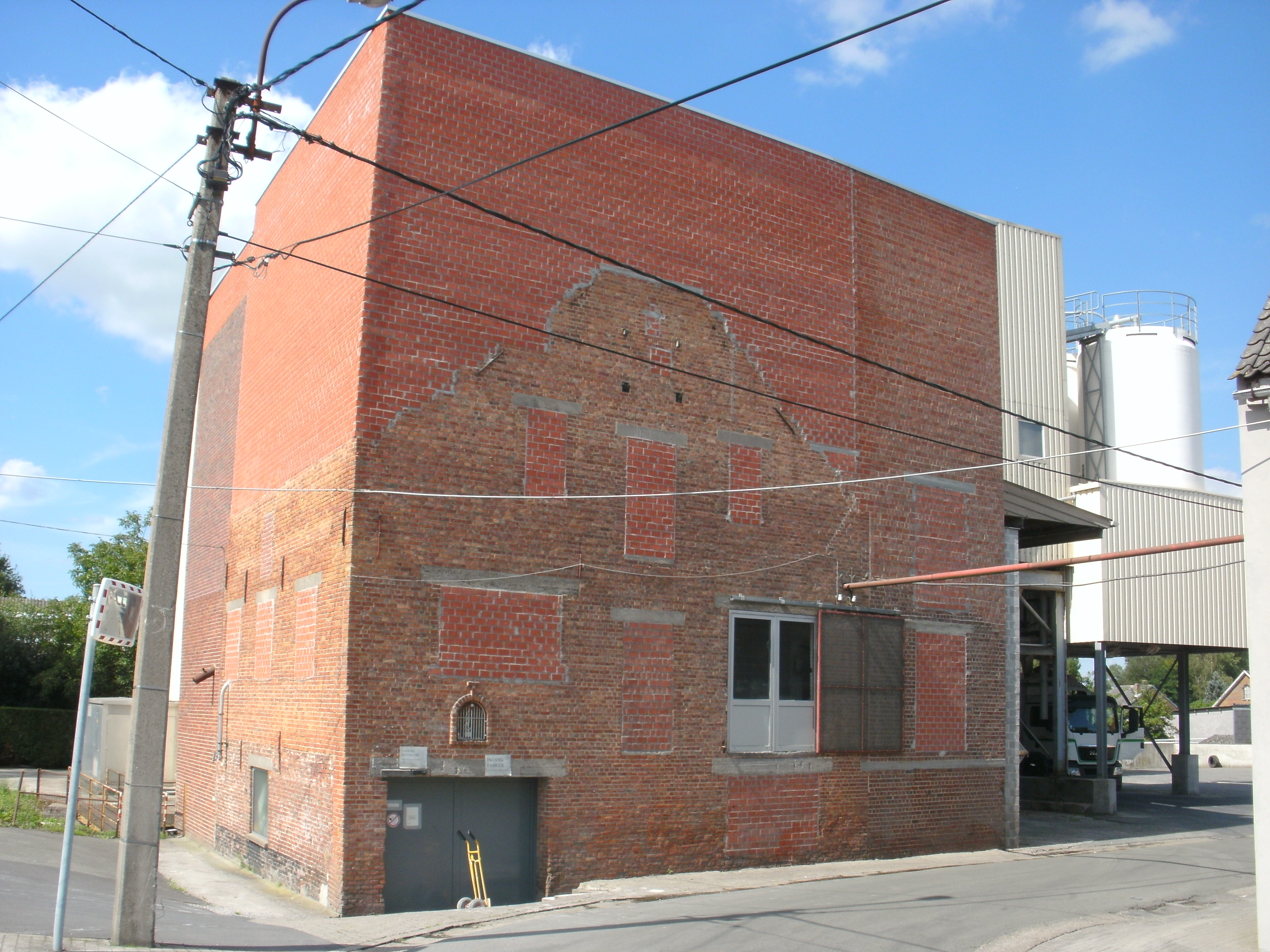
Vorderansicht der Molens Van Sande in Bambrugge
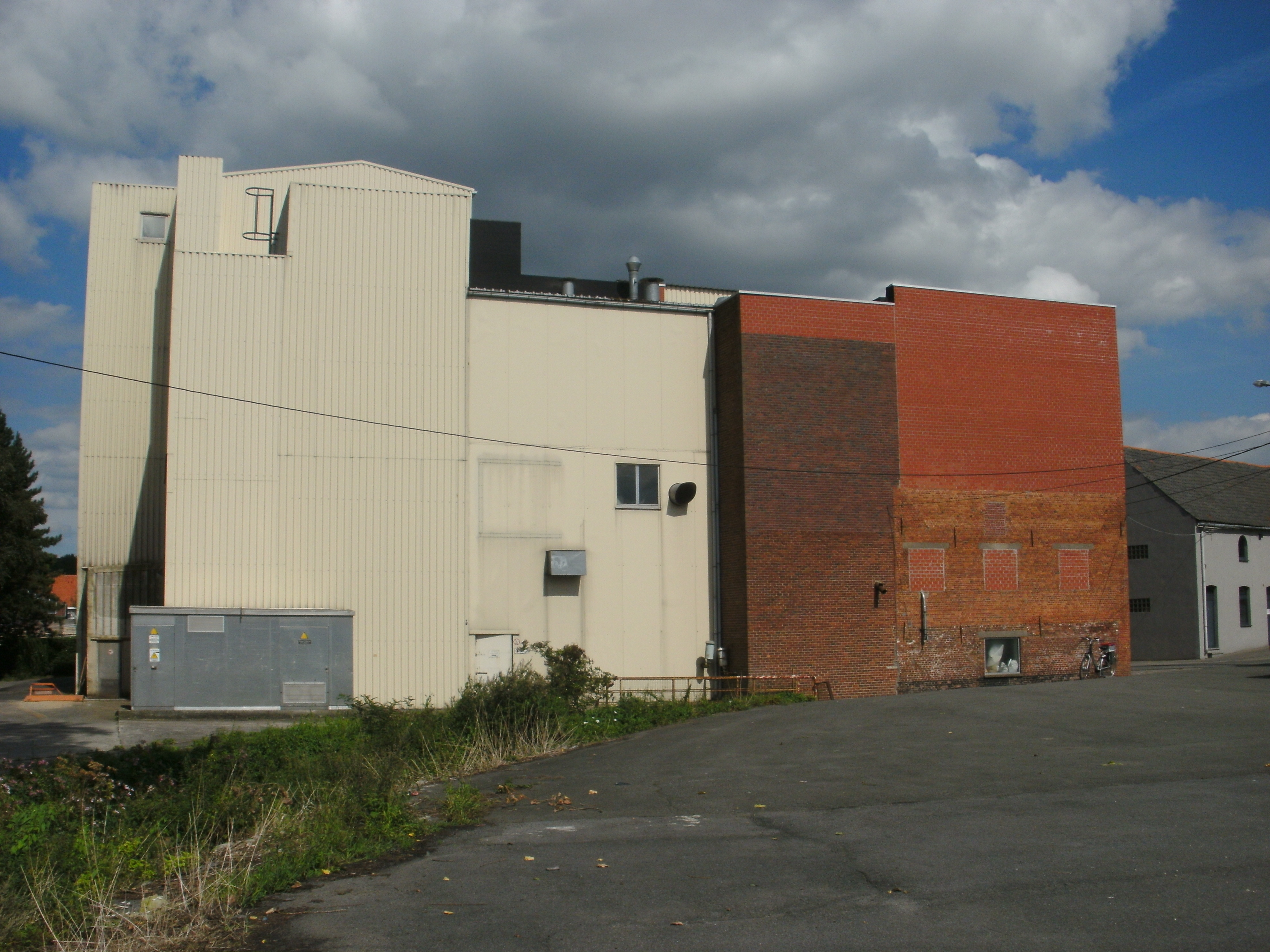
Seitenansicht der Molens Van Sande in Bambrugge
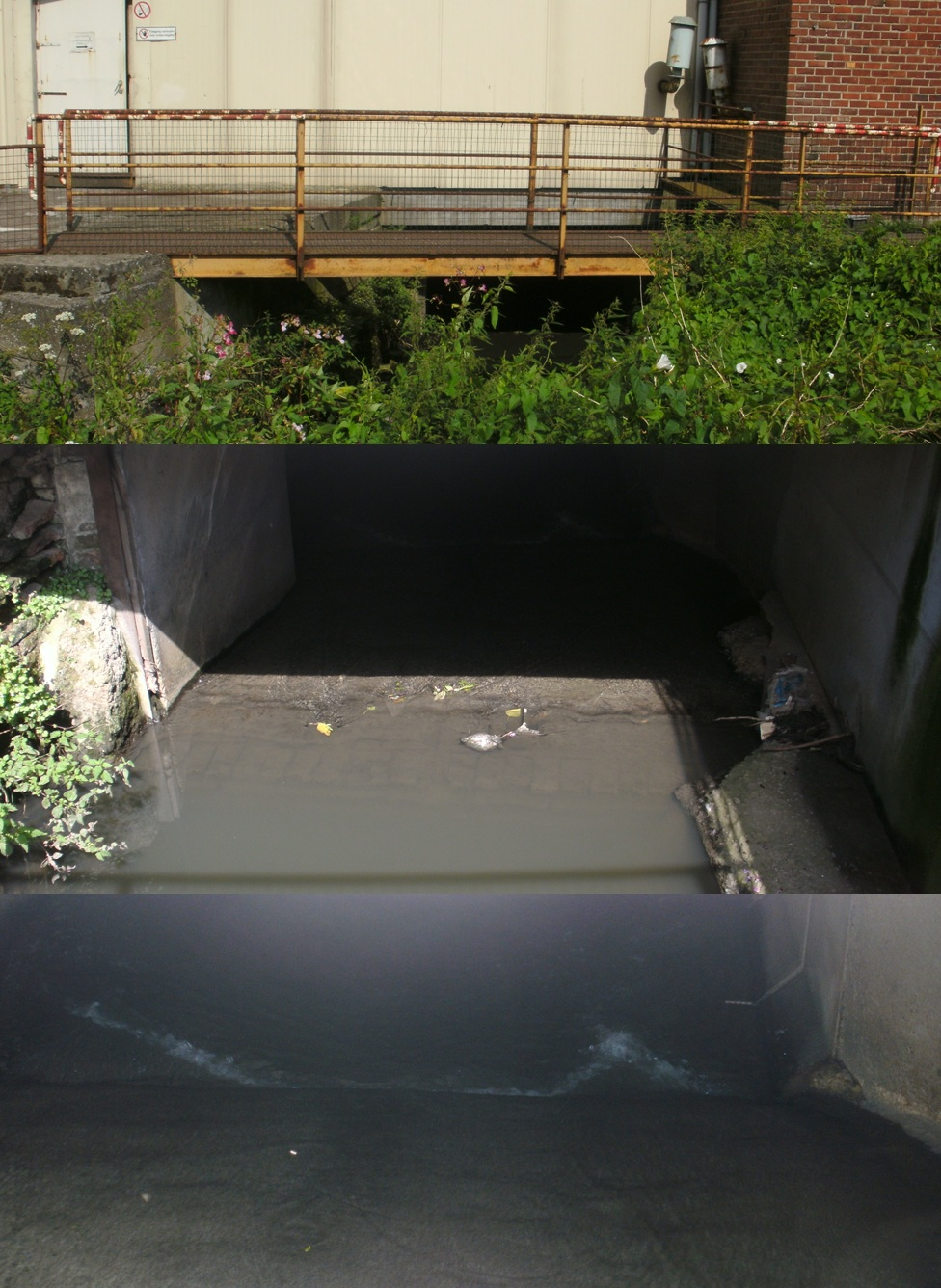
Wasserrad der Molens Van Sande in Bambrugge
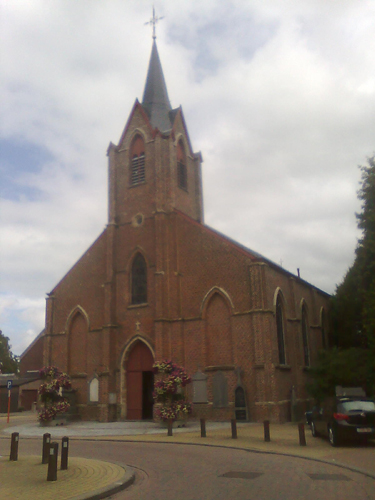
Die Kirche von Bambrugge
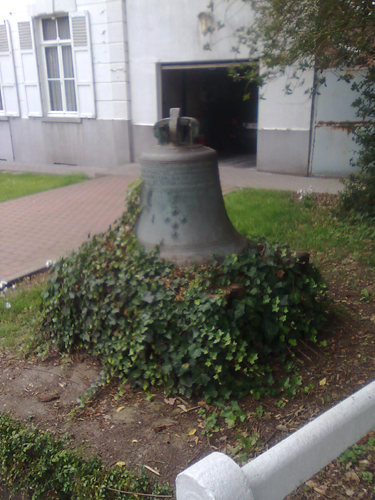
Die alte Kirchenglocke von Bambrugge
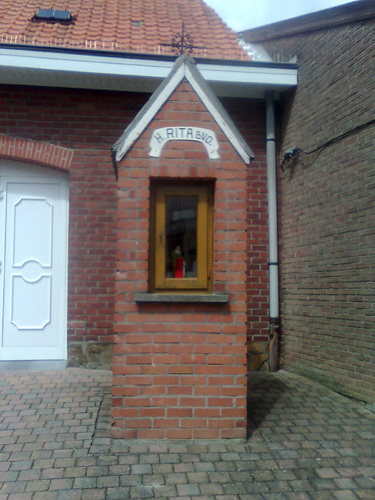
Die Kapelle in der Bambruggedorp
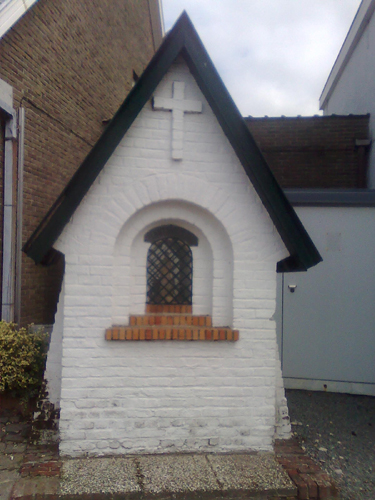
Die Kapelle zu Dries
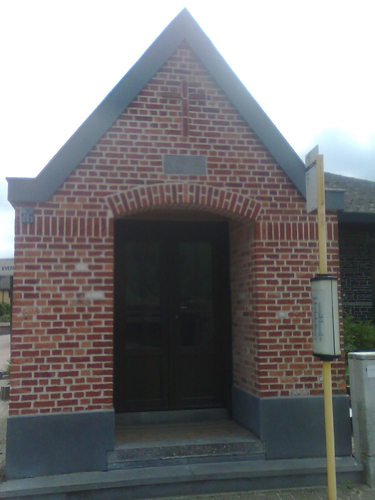
Die Kapelle zu Egemstraat
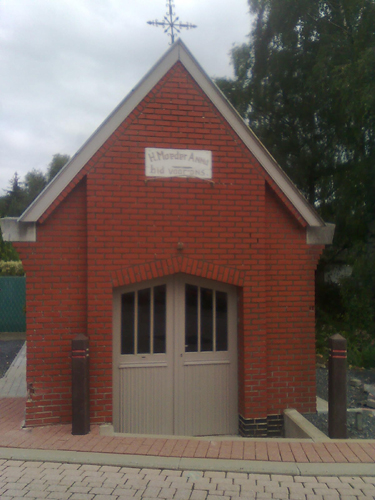
Die Kapelle zu Katstraat
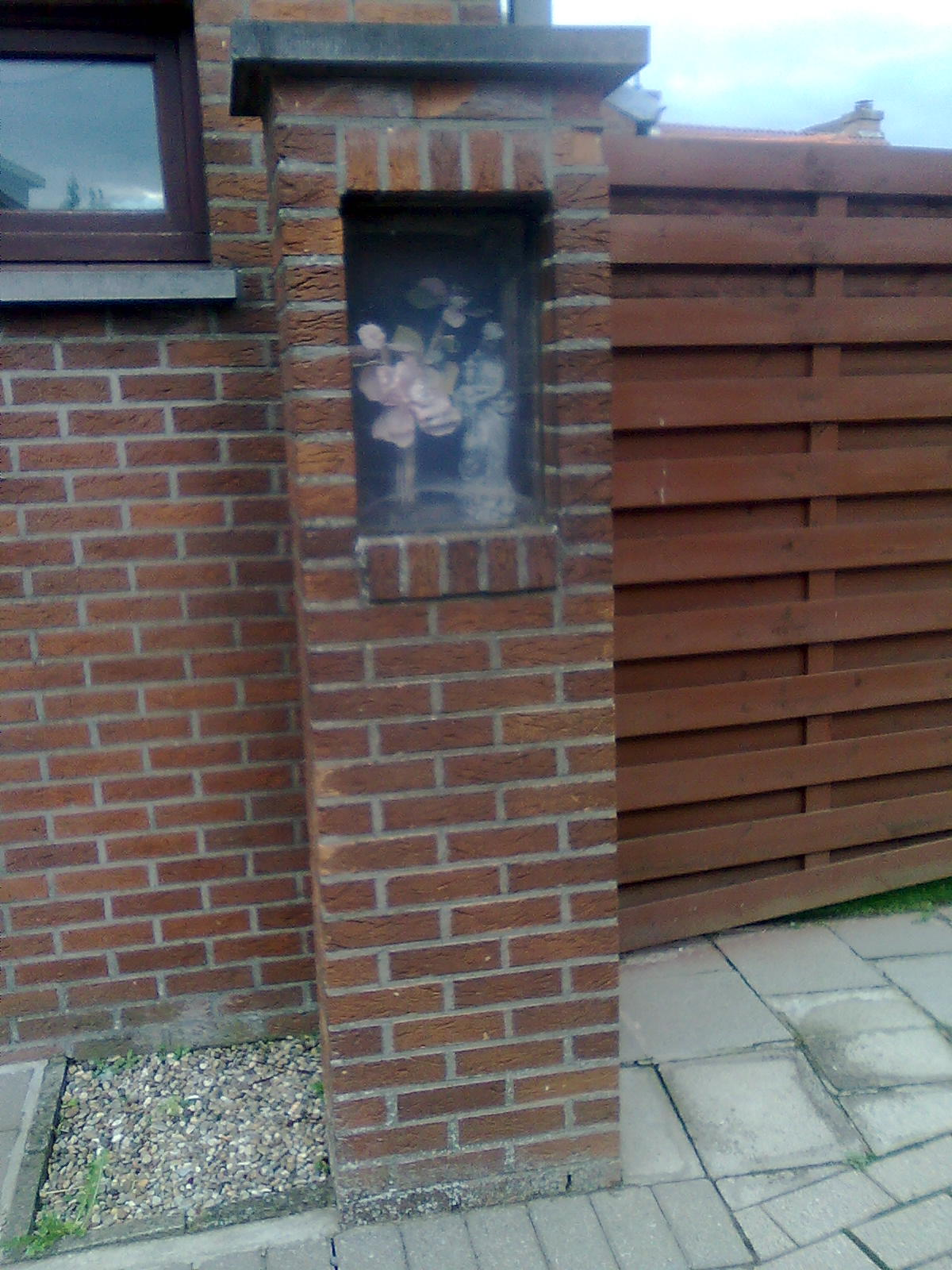
Die Kapelle zu Kwalestraat
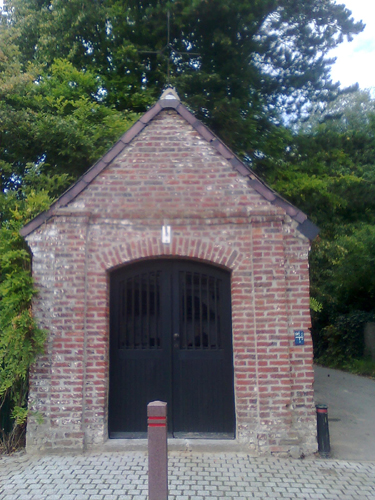
Die Kapelle zu Landsheerstraat
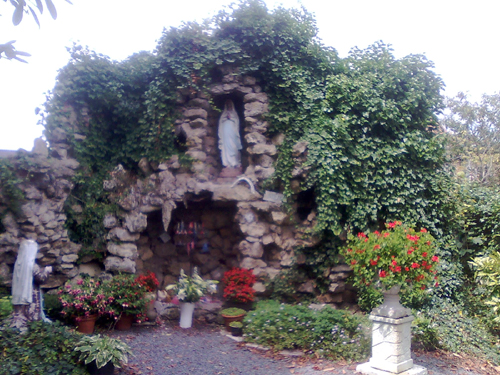
Die Höhle von Bambrugge
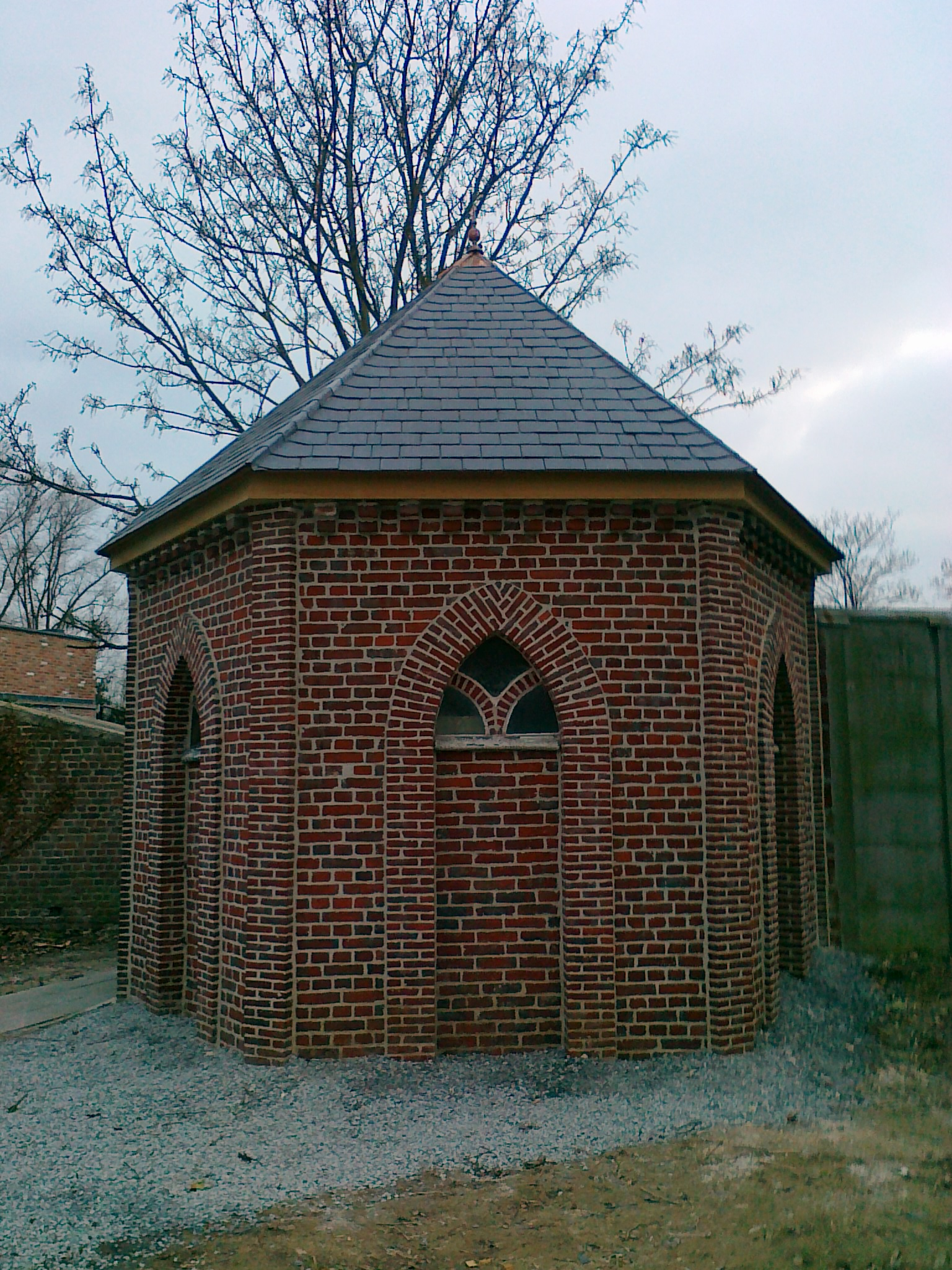
Das Leichenhaus

## Domäne Steenberg
Bereits die Römer wussten früh, dass es weißen Naturstein (Vlaamse arduin oder Lediaanse Steen genannt) im Steenberg zu Bambrugge gibt. Er eignete sich als Fundament für das Mauerwerk römischer Villen, Brunnen oder als Material für Säulen und Kapitelle der Tempel der Römer. Etwa ab dem 11. oder 12. Jahrhundert wurde in Bambrugge (Steenberg) bereits weißer Sandstein abgebaut. Der gebräuchlichste weiße Naturstein in Brabant war im 16. bis 17. Jahrhundert der dort gewonnene Sandstein. Erst nach dem Zweiten Weltkrieg gab man den Steinbruch auf. Heute ist dort das administrative Zentrum von Erpe-Mere beheimatet.

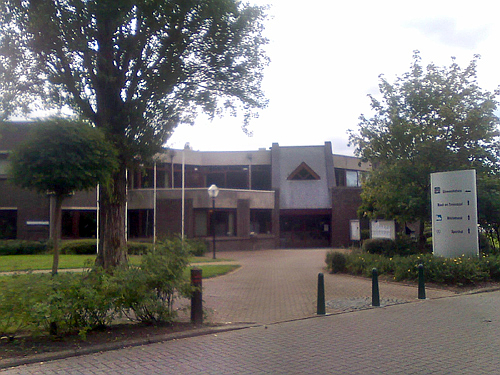
Das Rathaus von Erpe-Mere, zu Steenberg in Bambrugge
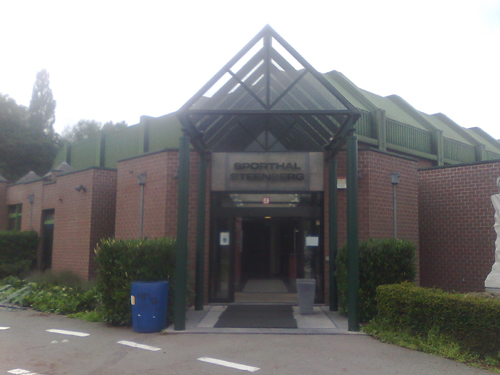
Die Sporthalle von Erpe-Mere, zu Steenberg in Bambrugge
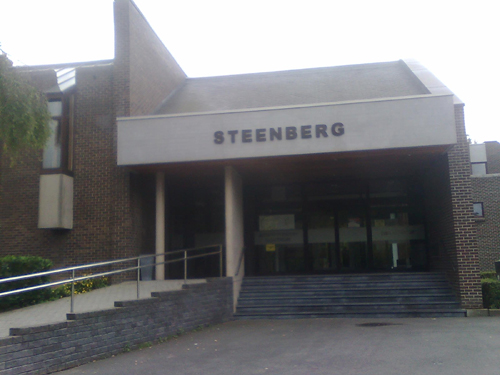
Die Bibliothek von Erpe-Mere, zu Steenberg in Bambrugge
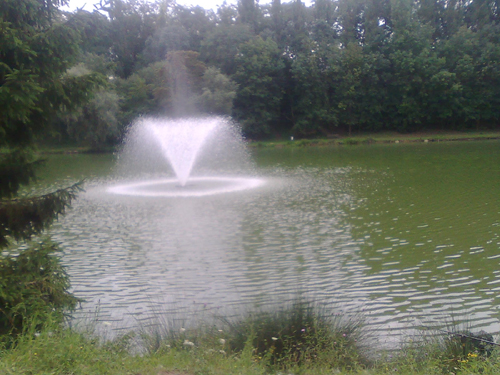
Der Weiher von Steenberg in Bambrugge

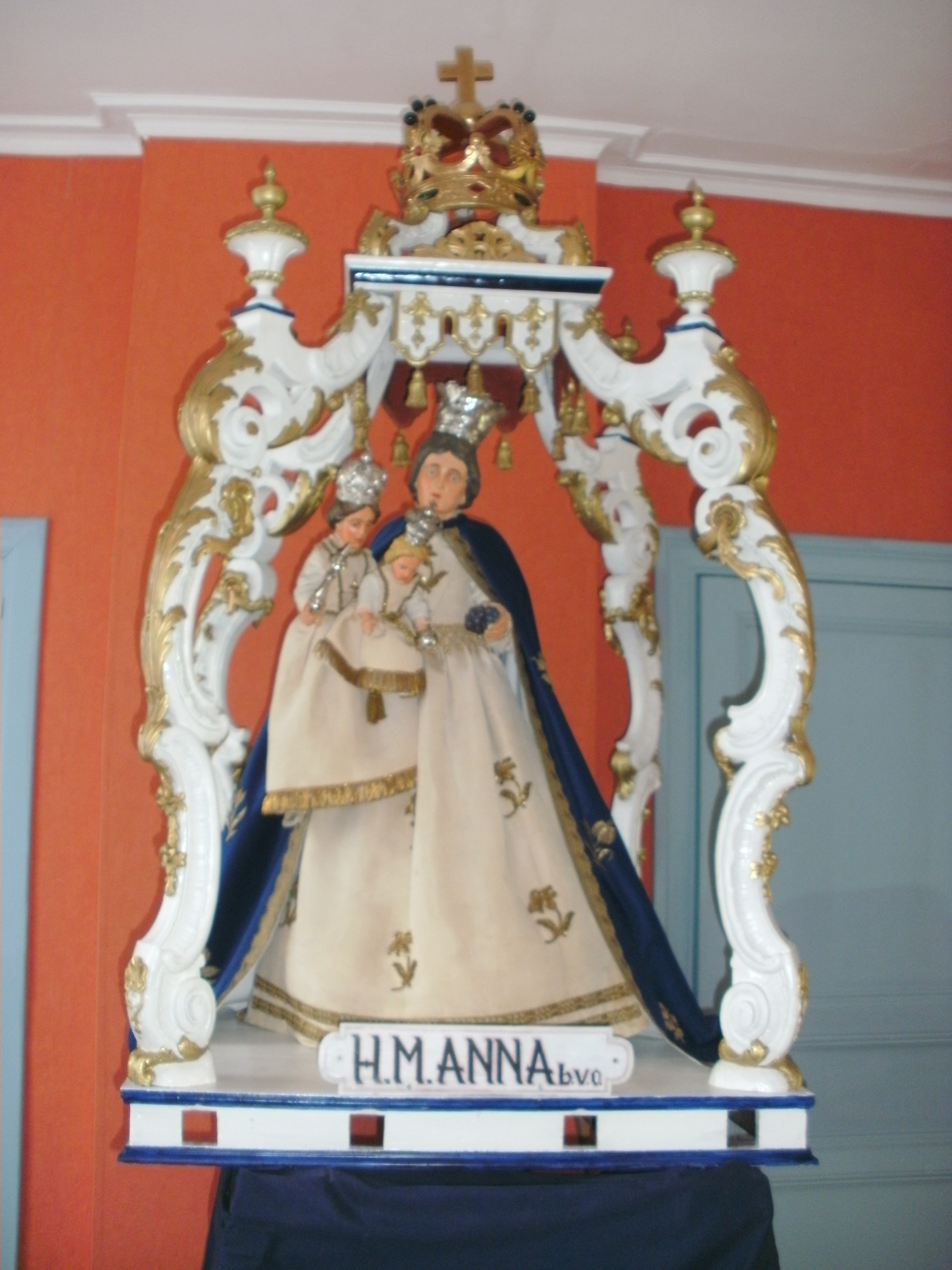
Sankt Anna Statue auf einer Sänfte

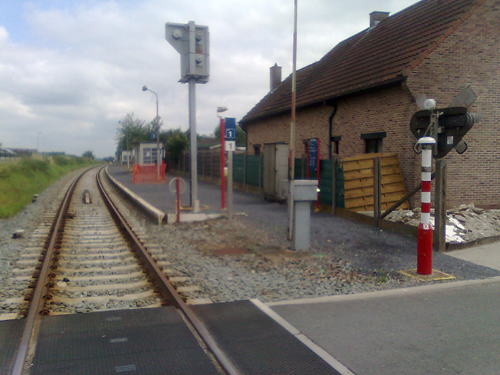
Der Bahnhof von Bambrugge

## Veranstaltungen
- Jedes Jahr in der Woche um den 26. Juli findet in Bambrugge das Kirmesfest statt. Auf diesem wird eine Prozession durchgeführt, in der eine Sankt-Anna-Statue in einem geordneten feierlichen Umzug auf einer Sänfte umhergetragen wird.
- Darüber hinaus findet in Bambrugge normalerweise ebenfalls jährlich das Steenbergcross (Querfeldein-Rennen) und der Molenrock (Rock-Festival) in der Domäne Steenberg statt.

## Sport
In Bambrugge spielt der Fußballverein KRC Bambrugge, der derzeit (2012) in der ersten Provinzial der Provinz Ostflandern aktiv ist.

## Tourismus
Durch Bambrugge verläuft die Molenbeekroute. Die Molenbeekroute ist ein Knotenpunktsystem, bekannt vor allem durch die Mühlen der Gemeinde Erpe-Mere und zwei Bäche, die beide den Namen Molenbeek (Mühlenbach) tragen.

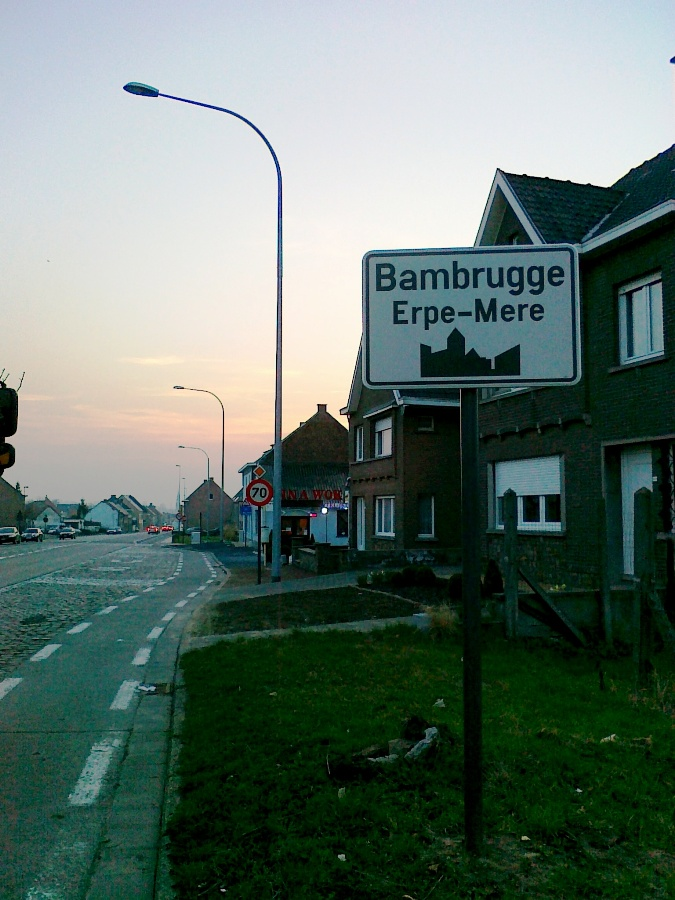
Beginn einer geschlossenen Ortschaft in Bambrugge
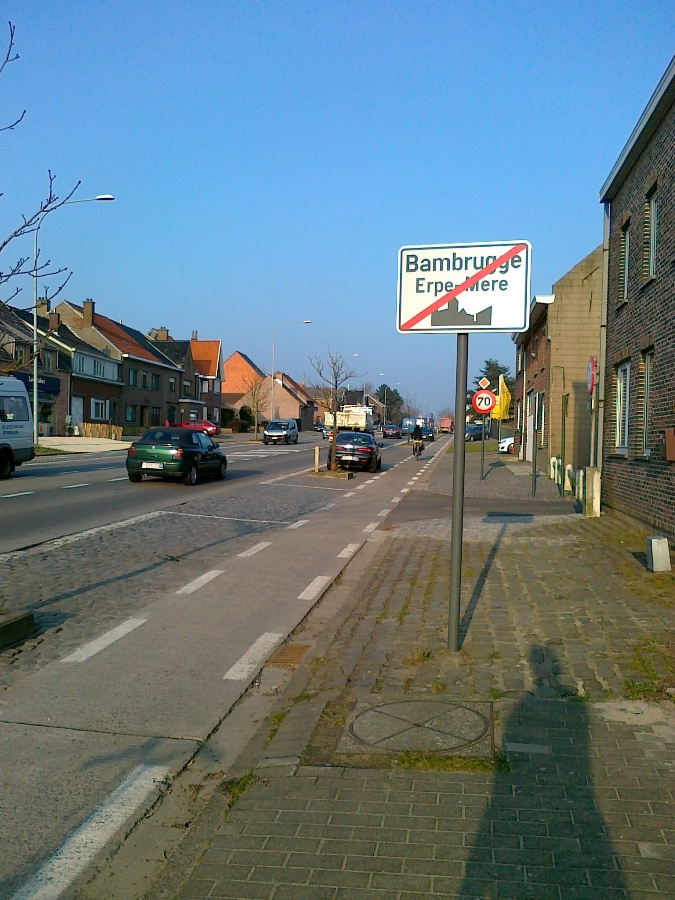
Ende einer geschlossenen Ortschaft in Bambrugge